# Club Atlético de Madrid 1999-2000
Questa voce raccoglie le informazioni riguardanti il Club Atlético de Madrid nelle competizioni ufficiali della stagione 1999-2000.

## Stagione
Nella stagione 1999-2000 i Colchoneros hanno avuto in panchina ben tre allenatori, specchio di una stagione non esaltante che si è chiusa con il diciannovesimo posto in campionato e la conseguente retrocessione in Segunda División dopo 66 anni, anche a causa di problemi giudiziari. In Coppa del Re l'Atlético Madrid è giunto in finale, ma è stato sconfitto dall'Espanyol per due reti a una sul neutro di Valencia. Il cammino europeo in Coppa UEFA si è fermato agli ottavi di finale, dove la squadra è stata eliminata dai francesi del Lens.

## Maglie e sponsor
| Casa | Trasferta |

## Rosa
| N. |                       | Ruolo | Calciatore             |
| -- | --------------------- | ----- | ---------------------- |
| 1  | Spagna (bandiera)     | P     | José Molina            |
| 2  | Argentina (bandiera)  | D     | José Antonio Chamot    |
| 3  | Spagna (bandiera)     | D     | Toni Muñoz             |
| 4  | Paraguay (bandiera)   | D     | Carlos Alberto Gamarra |
| 5  | Spagna (bandiera)     | D     | Juan Manuel López      |
| 6  | Spagna (bandiera)     | D     | Santiago Denia         |
| 7  | Jugoslavia (bandiera) | C     | Veljko Paunović        |
| 8  | Spagna (bandiera)     | C     | Rubén Baraja           |
| 9  | Argentina (bandiera)  | C     | Santiago Solari        |
| 10 | Paraguay (bandiera)   | D     | Celso Ayala            |
| 11 | Spagna (bandiera)     | A     | Jordi Lardín           |
| 12 | Portogallo (bandiera) | C     | Hugo Leal              |
| 13 | Spagna (bandiera)     | P     | Toni Jiménez           |
| 14 | Spagna (bandiera)     | A     | José Mari              |
| 14 | Argentina (bandiera)  | C     | Óscar Mena             |

| N. |                        | Ruolo | Calciatore              |
| -- | ---------------------- | ----- | ----------------------- |
| 15 | Spagna (bandiera)      | D     | Carlos Aguilera Martín  |
| 16 | Spagna (bandiera)      | C     | Juan Carlos Valerón     |
| 17 | Paesi Bassi (bandiera) | A     | Jimmy Floyd Hasselbaink |
| 18 | Spagna (bandiera)      | C     | Roberto Fresnedoso      |
| 19 | Spagna (bandiera)      | A     | Kiko                    |
| 20 | Uruguay (bandiera)     | A     | Fernando Correa         |
| 21 | Spagna (bandiera)      | D     | Gustavo de la Parra     |
| 22 | Spagna (bandiera)      | D     | Joan Capdevila          |
| 23 | Italia (bandiera)      | C     | Giorgio Venturin        |
| 23 | Jugoslavia (bandiera)  | D     | Zoran Njeguš            |
| 24 | Rep. Ceca (bandiera)   | C     | Radek Bejbl             |
| 25 | Uruguay (bandiera)     | D     | Leonel Pilipauskas      |
| 26 | Spagna (bandiera)      | D     | Gaspar Gálvez           |
| 30 | Spagna (bandiera)      | C     | José Juan Luque         |

## Risultati

### Primera División

#### Girone di andata
| Arbitro: | Ansuategui Roca |

|  |           |                          |
|  | Marcatori | 40’ Hernandez 50’ Ferrón |

| Arbitro: | Pérez Burrull |

|                                    |           |           |
| de Paula 61’, 89’ Bonilla 66’, 75’ | Marcatori | 9’ Solari |

| Arbitro: | Andradas Asurmendi |

|             |           |                                |
| Valerón 36’ | Marcatori | 31’ (rig.) Karpin 86’ Juanfran |

| Arbitro: | Pérez Lasa |

|               |           |                 |
| Milošević 18’ | Marcatori | 26’ Hasselbaink |

| Arbitro: | Daudén Ibáñez |

|                            |           |  |
| Hasselbaink 67’ Baraja 87’ | Marcatori |  |

| Arbitro: | Rodríguez Santiago |

|                                    |           |                 |
| Tamudo 41’ Benítez 45’ Rotchen 68’ | Marcatori | 15’ Hasselbaink |

| Arbitro: | Fernández Marín |

|                 |           |  |
| Hasselbaink 76’ | Marcatori |  |

| Arbitro: | Rodríguez Santiago |

|                           |           |            |
| Toni Prats 29’ Finidi 55’ | Marcatori | 15’ Solari |

| Arbitro: | Brito Arceo |

|                                          |           |            |
| Capdevila 27’ Solari 69’ Hasselbaink 89’ | Marcatori | 62’ Víctor |

| Arbitro: | López Nieto |

|              |           |                                    |
| Morientes 8’ | Marcatori | 12’, 38’ Hasselbaink 30’ José Mari |

| Arbitro: | Prados García |

|                            |           |                        |
| Baraja 25’ Hasselbaink 43’ | Marcatori | 57’ Castaño 89’ Nagore |

| Arbitro: | Carmona Méndez |

|                                                                     |           |                                     |
| J. Etxeberria 14’ J. Guerrero 21’ C. García 47’ Ezquerro 57’ (rig.) | Marcatori | 28’ (rig.) Hasselbaink 75’ Paunović |

| Arbitro: | Bueno Grimal |

|            |           |                            |
| Baraja 55’ | Marcatori | 23’, 26’ Makaay 43’ Víctor |

| Arbitro: | Llonch Andreu |

|                |           |                                   |
| Luque 21’, 61’ | Marcatori | 5’, 42’ Hasselbaink 49’ José Mari |

| Arbitro: | Bueno Grimal |

|                 |           |                             |
| Hasselbaink 28’ | Marcatori | 16’ Mendieta 53’ J. Sánchez |

| Arbitro: | Medina Cantalejo |

|                             |           |                        |
| Luis Enrique 34’ Zenden 85’ | Marcatori | 43’ (rig.) Hasselbaink |

| Arbitro: | Iturralde González |

|                                                     |           |  |
| Valerón 2’ Ayala 9’ Hasselbaink 43’, 69’ Correa 61’ | Marcatori |  |

| Arbitro: | Mejuto González |

|                              |           |                 |
| Juan Carlos 24’ Zalayeta 34’ | Marcatori | 72’ Hasselbaink |

| Arbitro: | Puentes Leira |

|                        |           |  |
| Hasselbaink 47’ (rig.) | Marcatori |  |

#### Girone di ritorno
| Arbitro: | Losantos Omar |

|                    |           |              |
| Llorens 31’ (rig.) | Marcatori | 27’ Aguilera |

| Arbitro: | Díaz Vega |

|                 |           |                |
| Hasselbaink 17’ | Marcatori | 61’ Jankauskas |

| Arbitro: | Pérez Burrull |

|  |           |             |
|  | Marcatori | 26’ Valerón |

| Arbitro: | Fernández Marín |

|                             |           |                        |
| Hasselbaink 19’ (rig.), 54’ | Marcatori | 80’ Yordi 82’ Garitano |

| Arbitro: | Turienzo Álvarez |

|                    |           |               |
| V. Dorado 36’, 51’ | Marcatori | 6’ Roberto F. |

| Arbitro: | Prados García |

|                 |           |            |
| Hasselbaink 40’ | Marcatori | 53’ Tamudo |

| Arbitro: | Medina Cantalejo |

|                            |           |  |
| Magno 81’ Bejbl 85’ (aut.) | Marcatori |  |

| Madrid 5 marzo 2000 27ª giornata | Atlético Madrid | 0 – 0 referto | Real Betis | Vicente Calderón (40 000 spett.)\| Arbitro: \| Bueno Grimal \| |
| Arbitro:                         | Bueno Grimal    |               |            |                                                                |

| Arbitro: | Mejuto González |

|                  |           |  |
| Javi Jiménez 25’ | Marcatori |  |

| Arbitro: | López Nieto |

|            |           |               |
| Solari 44’ | Marcatori | 33’ Morientes |

| Arbitro: | Japón Sevilla |

|                            |           |  |
| Delgado 10’, 55’ Barbu 83’ | Marcatori |  |

| Arbitro: | Ansuategui Roca |

|                 |           |                             |
| Hasselbaink 36’ | Marcatori | 30’ Etxeberria 30’ Guerrero |

| Arbitro: | Andradas Asurmendi |

|                                      |           |                 |
| Turu Flores 19’ Makaay 40’, 43’, 85’ | Marcatori | 53’ Hasselbaink |

| Arbitro: | Pérez Burrull |

|                       |           |                        |
| Valerón 4’ Solari 80’ | Marcatori | 35’ Rufete 50’ Catanha |

| Arbitro: | Llonch Andreu |

|                              |           |  |
| Claudio López 23’ Angulo 89’ | Marcatori |  |

| Arbitro: | Losantos Omar |

|  |           |                                      |
|  | Marcatori | 40’ Sergi Barjuan 63’ Dani 89’ Gabri |

| Arbitro: | Prados García |

|                                   |           |                                |
| Losada 25’ Paulo Bento 63’ (rig.) | Marcatori | 72’ Capdevilla 77’ Hasselbaink |

| Arbitro: | Daudén Ibáñez |

|               |           |              |
| Hugo Leal 32’ | Marcatori | 44’ Tsiartas |

| Arbitro: | Llonch Andreu |

|           |           |                        |
| Eto'o 14’ | Marcatori | 5’ Paunović 31’ Solari |

### Coppa del Re
| Arbitro: | Fernández Marín |

|                        |           |                              |
| P. Lago 3’ Tevenet 78’ | Marcatori | 7’ Hasselbaink 47’ José Mari |

| Arbitro: | Daudén Ibáñez |

|                |           |  |
| Roberto F. 88’ | Marcatori |  |

| Arbitro: | Andradas Asurmendi |

|  |           |                                        |
|  | Marcatori | 21’ Roberto F. 55’ Paunović 60’ Njegus |

| Arbitro: | Carmona Méndez |

|                      |           |  |
| Njegus 9’ Marcos 70’ | Marcatori |  |

| Madrid 9 febbraio 2000 Quarti di finale – Andata | Atlético Madrid | 0 – 0 referto | Rayo Vallecano | Vicente Calderón (20 000 spett.)\| Arbitro: \| López Nieto \| |
| Arbitro:                                         | López Nieto     |               |                |                                                               |

| Arbitro: | Díaz Vega |

|                 |           |                           |
| Míchel 27’, 51’ | Marcatori | 3’ Hasselbaink 88’ Baraja |

| Arbitro: | Carmona Méndez |

|                                          |           |  |
| Hasselbaink 29’ Baraja 47’ Hugo Leal 53’ | Marcatori |  |

| 26 aprile 2000 Semifinale – Ritorno | Barcellona | – referto | Atlético Madrid |  |

| Arbitro: | López Nieto |

|                      |           |                 |
| Tamudo 2’ Sergio 85’ | Marcatori | 90’ Hasselbaink |

### Coppa UEFA
| Arbitro: | Dardenne |

|                                          |           |  |
| Gamarra 43’ Hasselbaink 45’ Paunović 58’ | Marcatori |  |

| Arbitro: | Bo Larsen |

|              |           |  |
| Aksancak 85’ | Marcatori |  |

| Arbitro: | Plaut |

|            |           |  |
| Baraja 79’ | Marcatori |  |

| Arbitro: | Puhl |

|                |           |                                                      |
| Jackiewicz 34’ | Marcatori | 31’ Hasselbaink 45’ Capdevilla 52’ Baraja 84’ Correa |

| Arbitro: | Huyghe |

|                                  |           |                                  |
| Juskowiak 21’ Akonnor 83’ (rig.) | Marcatori | 6’, 58’ Aguilera 37’ Hasselbaink |

| Arbitro: | Irvine |

|                           |           |                    |
| Hasselbaink 4’ Correa 86’ | Marcatori | 56’ (rig.) Akonnor |

| Arbitro: | Vassaras |

|                      |           |                  |
| Hasselbaink 24’, 79’ | Marcatori | 15’, 78’ Dacourt |

| Arbitro: | Levnikov |

|                                |           |                          |
| Nouma 29’, 37’, 53’ Brunel 72’ | Marcatori | 45’ Hasselbaink 65’ Kiko |

## Statistiche

### Statistiche di squadra
| Competizione     | Punti | Totale | Totale | Totale | Totale | Totale | Totale | DR  |
| Competizione     | Punti | G      | V      | N      | P      | Gf     | Gs     | DR  |
| ---------------- | ----- | ------ | ------ | ------ | ------ | ------ | ------ | --- |
| Primera División | 38    | 38     | 9      | 11     | 18     | 48     | 64     | -16 |
| Coppa del Re     | -     | 8      | 4      | 3      | 1      | 14     | 6      | +8  |
| Coppa UEFA       | -     | 8      | 4      | 2      | 2      | 17     | 11     | +6  |
| Totale           | 38    | 54     | 17     | 16     | 21     | 79     | 81     | -2  |